# Elanus axillaris
Il nibbio bianco australiano (Elanus axillaris Latham, 1801) è una specie di uccello della famiglia degli Accipitridi. È un piccolo rapace che misura 35–38 cm di lunghezza con un'apertura alare di 80–95 cm. L'uccello è grazioso, prevalentemente grigio chiaro e bianco, con spalle nere e occhi rossi. Il grido di chiamata è un fischio chiaro, che l'uccello produce in volo o in planata.
Il nibbio bianco australiano forma coppie monogame, che si riproducono tra agosto e gennaio. Gli uccelli si impegnano in parate nuziali aeree che implicano alti voli e uno scambio aereo di nutrimento rituale. La femmina depone tre o quattro uova che cova per circa trenta giorni. Il piumaggio dei giovani è completo entro cinque settimane dalla schiusa e i pulcini possono cacciare i topi già nella stessa settimana in cui abbandonano il nido. I giovani si disperdono a grande distanza dal territorio familiare.
Come tutti gli Elanini, il nibbio bianco australiano è un predatore specializzato in roditori, che caccia da solo o in coppia planando nell'aria al di sopra dei terreni aperti. Sebbene questo nibbio viva in tutti gli habitat aperti dell'Australia, è più comune nel sud-est e nel sud-ovest del continente. Predilige le praterie aperte con alberi sparsi e spesso viene visto a caccia lungo le strade. La specie è considerata come a «rischio minimo» dall'Unione internazionale per la conservazione della natura.

## Descrizione

### Piumaggio e dimensioni

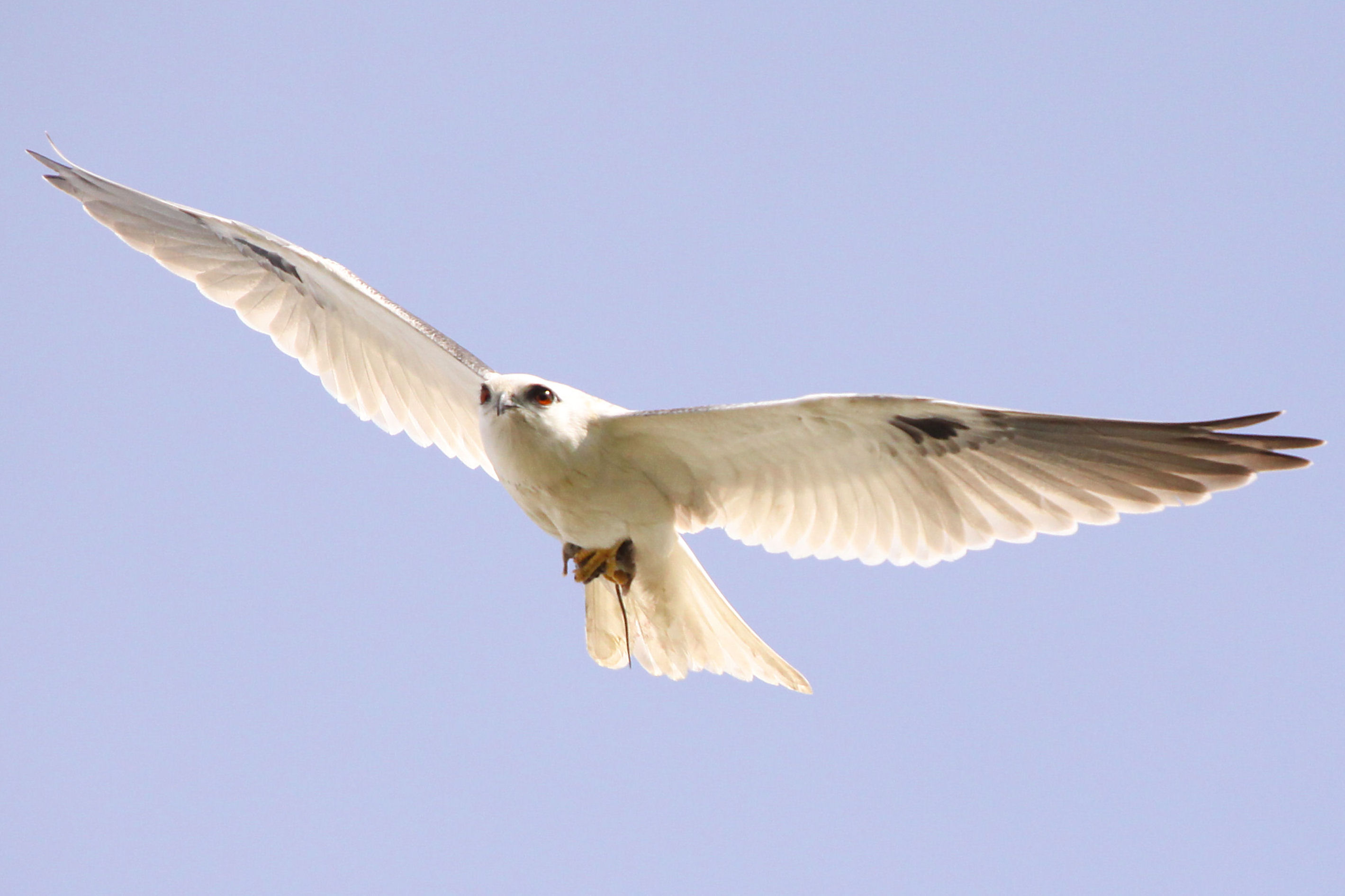
I motivi scuri sulle ali sono ben visibili in volo.

Il nibbio bianco australiano misura 35-38 centimetri di lunghezza per un'apertura alare di 80-95 centimetri e un peso medio di 291 grammi. Gli adulti sono di un grigio molto chiaro con la testa e il ventre bianchi. Il margine anteriore della parte interna dell'ala è nero e dà l'impressione che l'uccello abbia le spalle nere. Gli occhi sono rossi, con una «virgola» nera che si estende dietro gli occhi. La coda è quadrata, il corpo affusolato e aerodinamico. Il becco è nero, corto e ricurvo. Le narici e la cera sono giallo brillante. Anche le zampe e le dita sono gialle, i piedi sono anisodattili. I sessi sono simili, essendo le femmine soltanto poco più grandi dei maschi, anche se possono essere fino al 15% più pesanti.
I giovani hanno piumaggio generale simile a quello degli adulti, ma la testa e la parte superiore del petto presentano una tinta marrone-rossastra, e il dorso e le ali sono chiazzate di camoscio o di marrone, con penne dalle punte bianche. Gli occhi dei giovani uccelli sono marroni.

### Specie simili

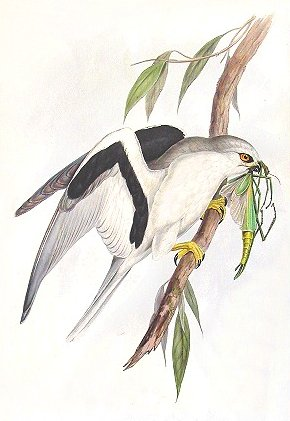
Nibbio alisegnate da John Gould.

Il nibbio bianco australiano è molto simile ai suoi parenti prossimi. Il nibbio codabianca (E. leucurus) popola il continente americano, e il nibbio bianco (E. caeruleus) l'Europa e l'Africa. Un rischio di confusione esiste con il nibbio aliscritte (E. scriptus) che vive in Australia, ma il nibbio bianco australiano ha una macchia nera sopra e dietro l'occhio che lo distingue da questo uccello. Presenta inoltre vertice bianco, diversamente da quello grigio del nibbio aliscritte, e il sottoala è interamente bianco in volo, a eccezione delle spalle nere sulle spalle e delle estremità delle ali scure.

## Ecologia e comportamento

### Vocalizzazioni e locomozione
Il nibbio bianco australiano è generalmente silenzioso, tranne che durante la stagione riproduttiva quando i suoi richiami, benché deboli, possono essere insistenti. Emette principalmente un fischio chiaro «chee, chee, chee», in volo o in planata, nonché un rauco «skree-ah» quando è appollaiato. Il grido di chiamata può essere confuso con quello del gabbiano australiano (Chroicocephalus novaehollandiae). Il grido di contatto in seno alla coppia è un fischio acuto, mentre le femmine comunicano con i giovani già cresciuti con dei richiami raschianti duri, e con i più piccoli con un gracidio grave e dolce. Una certa varietà di richiami differenti è stata registrata negli uccelli in cattività, tra i quali delle vocalizzazioni dure e armoniche, parlottii e fischi. I richiami acuti venivano emessi da uccelli spaventati o agitati, i fischi in contesti diversi, talvolta monotonamente, e i parlottii di breve durata venivano prodotti quando l'uccello vedeva un uomo vicino alla gabbia.
Il nibbio bianco australiano sale e scende a spirale in aria come farebbe un gheppio. Sale con le ali curvate a «V», le primarie leggermente divaricate e la coda ampiamente spiegata. Il volo è costituito da leggeri battiti regolari, intervallati da lunghe planate. Più frequentemente, l'uccello resta in volo stazionario con le ali e la coda piegate verso il basso.

### Comportamento sociale
Il nibbio bianco australiano caccia abitualmente da solo o in coppia ma, laddove il cibo è abbondante, gli uccelli si radunano in piccoli gruppi familiari che possono essere piuttosto gregari, con un massimo di 70 uccelli segnalati che si nutrivano insieme durante una proliferazione di topi. Gli uccelli si radunano in dormitori collettivi, come le altre specie del genere Elanus. Questi rapaci sono territoriali quando il cibo non è abbondante. All'atterraggio, l'uccello alza e abbassa la coda in maniera persistente, forse per rimarcare il suo dominio sul territorio. I nibbi bianchi australiani possono impegnarsi in scontri aerei ai confini del loro territorio, con i due avversari che si stringono reciprocamente le zampe.

### Alimentazione

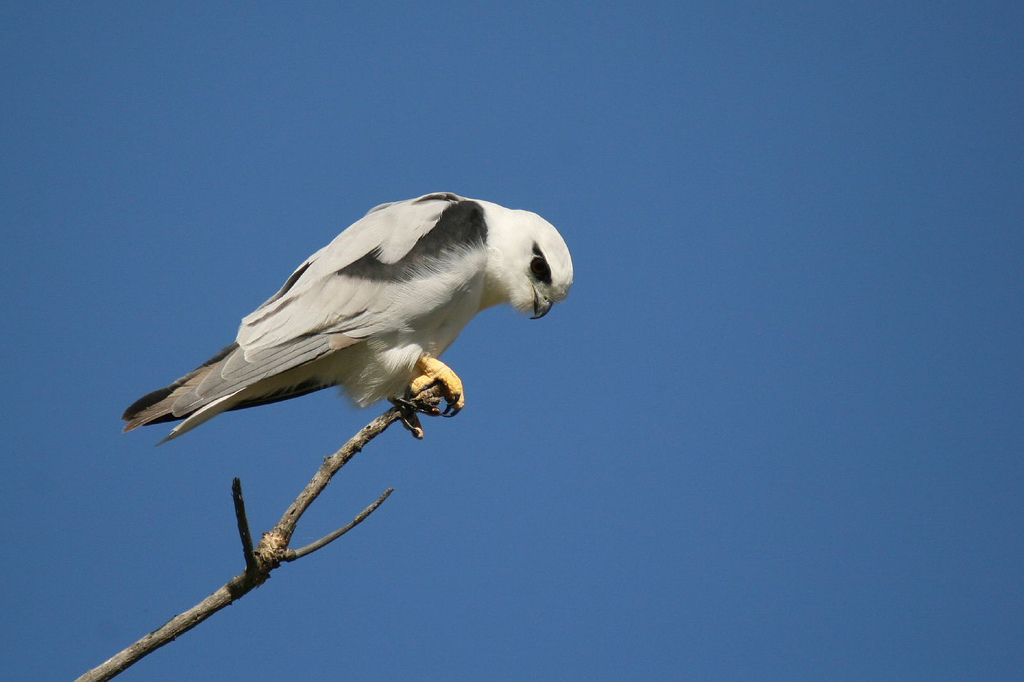
Uccello scruta i dintorni dal posatoio.

I nibbi bianchi australiani si nutrono quasi esclusivamente di topi, e sono divenuti predatori specializzati del topo domestico (Mus musculus), spesso seguendo le proliferazioni nelle zone rurali. Catturano inoltre quando ne hanno la possibilità altri animali di medie dimensioni, come cavallette, ratti, piccoli rettili, uccelli, e anche (molto raramente) conigli. Topi e altri mammiferi di dimensioni simili costituiscono più del 90% della loro dieta. La loro influenza sulle popolazioni di topi è probabilmente significativa: ogni adulto uccide due o tre topi al giorno se ne ha la possibilità, o un migliaio di topi all'anno. È stato osservato un maschio riportare in un'ora non meno di 14 topi al nido, dove l'attendevano i suoi piccoli. In un altro studio, una femmina riportò al nido un coniglio a tre quarti delle sue dimensioni adulte, una preda molto pesante per un uccello di quella taglia.
Come gli altri Elanini, il nibbio bianco australiano caccia focalizzando l'attenzione su un appezzamento di prateria per cercare i piccoli animali che costituiscono il suo pasto. Può sorvegliare la zona da un posatoio, ma il più delle volte cerca la preda planando in aria. Durante la caccia, plana con il corpo sospeso quasi in verticale e la testa china per osservare il terreno; diversamente dal gheppio australiano (Falco cenchroides), il nibbio bianco australiano non effettua alcun movimento laterale, nemmeno con vento forte. Lo studio di una coppia riproduttiva ha dimostrato che il maschio trascorre l'82% del tempo di ricerca in aria. In generale, il nibbio rimane in volo stazionario 10-12 metri al di sopra di un determinato luogo, scrutando con attenzione, a volte per pochi secondi ma spesso per un minuto o più, per poi scivolare rapidamente verso un nuovo punto di osservazione e fermarsi di nuovo. Quando osserva da un posatoio, predilige gli alberi morti. Come gli altri nibbi del genere Elanus, il nibbio bianco australiano afferra i rami verticali con una zampa su ogni lato, il che gli permette di mantenersi in posizione stabile su rami relativamente sottili. Poiché il volo stazionario sia il metodo di caccia più comune, i nibbi possono impiegare fino a un'ora a cercare il cibo da un posatoio.

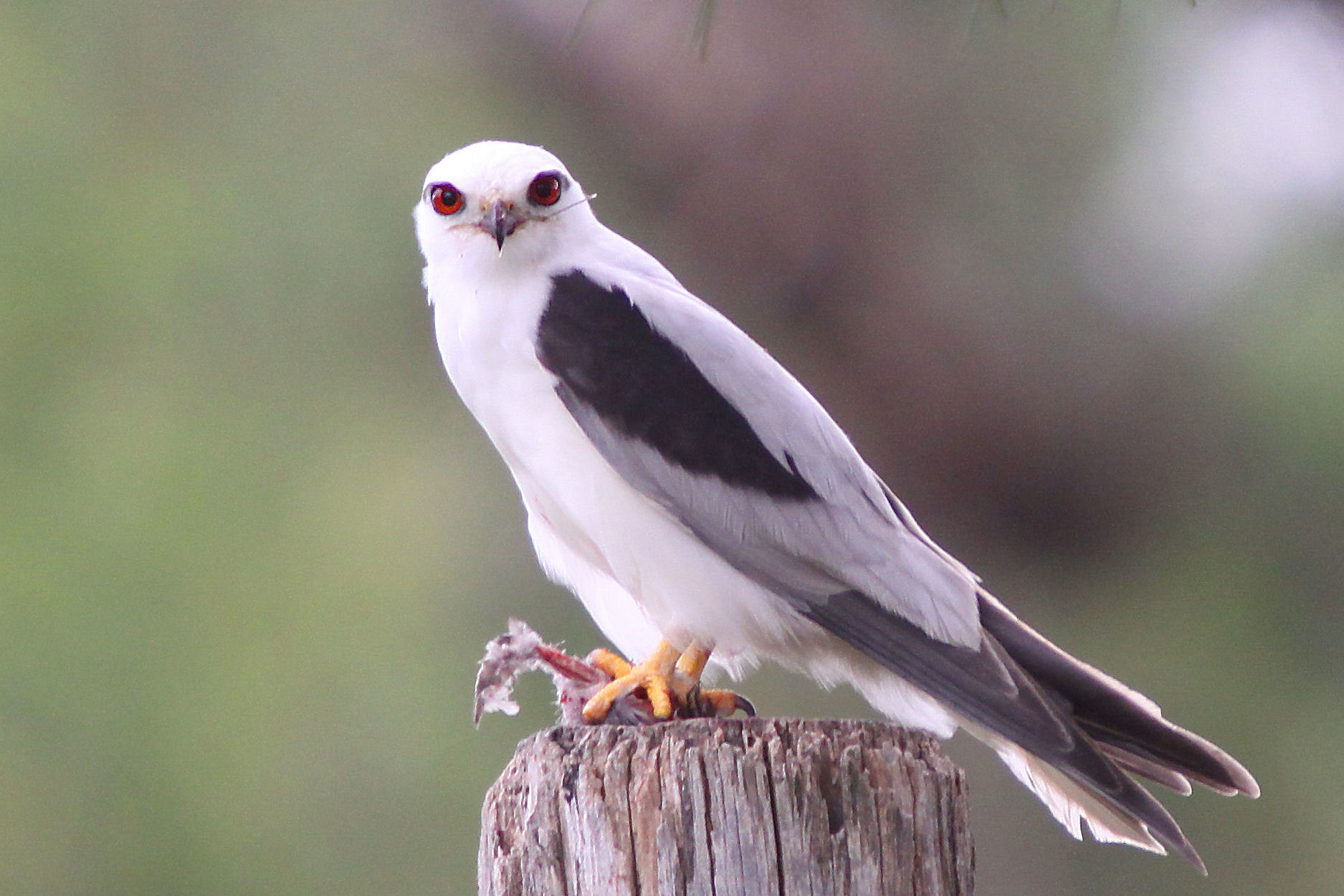
Uccello adulto con la preda.

Quando un topo o un'altra preda viene individuata, il nibbio scende silenziosamente verso il basso, con le zampe in avanti e le ali sollevate, talvolta in una singola discesa al suolo, più spesso in due o più tappe, con pause pianificate ad altezze intermedie. Afferra la preda con gli artigli e quasi tre quarti dei suoi attacchi sono coronati dal successo. Le prede possono essere consumate in volo o trasportate su un posatoio. Gli uccelli utilizzano sempre lo stesso posatoio per mangiare, sotto il quale si accumulano le borre. Il nibbio bianco australiano è un uccello diurno, che preferisce cacciare durante il giorno, soprattutto nelle prime ore del mattino e a metà pomeriggio, e talvolta caccia in coppia. La caccia, al di fuori della stagione riproduttiva e dei periodi in cui le prede sono abbondanti, mostra dei picchi di attività crepuscolari, che corrispondono forse all'attività dei topi.

### Riproduzione
Durante le parate nuziali, i due partner volano alti nell'aria e descrivono dei cerchi; il maschio può volare lentamente con le ali esageratamente rigide, comportamento comunemente conosciuto con il nome di «volo a farfalla». Il maschio in parata scende dalla femmina, e dà lei da mangiare in pieno volo. La femmina afferra il cibo dagli artigli del maschio con i suoi mentre vola sul dorso. Esso può allora serrare gli artigli e lasciarsi cadere per poi riaprirli proprio prima di posarsi al suolo. Ogni fase della parata nuziale è accompagnata da grida di richiami costanti.
I nibbi bianchi australiani formano coppie monogame. La stagione riproduttiva in genere va da agosto a gennaio, ma è sensibile alle popolazioni di topi, e alcune coppie si riproducono due volte durante stagioni favorevoli. Entrambi i genitori costruiscono il nido, che è costituito da una grande coppa profonda costituita da rametti disordinati e generalmente situata tra il fogliame, vicino alla cima degli alberi. La sua costruzione richiede circa due settimane. Il nido viene costruito con ramoscelli sottili e misura 28–38 cm alla sua costruzione, ingrandendosi sempre più fino a circa 78 cm di diametro e 58 cm di profondità man mano che viene riutilizzato. Il fondo del nido è foderato con foglie verdi e peli soffici, talvolta con erba o sterco di vacca. È generalmente situato nella chioma di un albero isolato o esposto in aperta campagna, a 5–20 m o più di altezza dal suolo. Questi nibbi possono anche utilizzare vecchi nidi di gazze australiane (Gymnorhina tibicen), cornacchie o corvi.

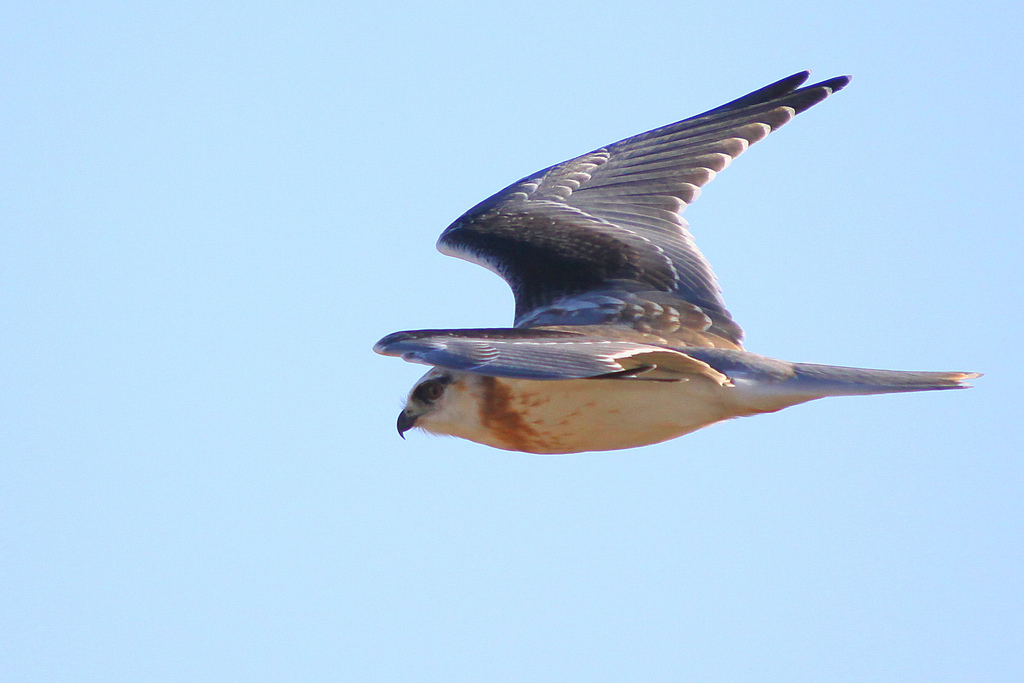
Individuo immaturo, riconoscibile per le zone camoscio che macchiano il bianco del petto e le estremità biancastre delle penne delle ali.

Le femmine si prendono maggiormente cura delle uova e dei pulcini, ma anche i maschi prendono parte in misura minore all'incubazione e all'allevamento dei piccoli. La covata comprende tre o quattro uova bianche opache di forma ovale e conica di 42 × 31 mm e picchiettate di rosso-marrone, soprattutto attorno all'estremità maggiore dell'uovo. La femmina cova le uova per 30 giorni. I pulcini sono nidicoli, ma alla schiusa possiedono già uno strato di piumino che li ricopre. La femmina cova i pulcini costantemente, di giorno come di notte, durante le prime due settimane. Essa non caccia più durante le prime tre settimane dopo la schiusa, ma chiama il maschio dal nido, che risponde generalmente portandole del cibo. La femmina nutre i pulcini con i topi portati al nido dal partner, sminuzzandoli in piccoli pezzi per la prima o le prime due settimane, prima che i pulcini divengano capaci di inghiottire un topo intero. I piccoli restano nel nido circa 36 giorni, e rimangono con i genitori dopo il loro primo volo per almeno altri 36 giorni; questi ultimi continuano ad alimentarli a turno per 22 giorni almeno. Delle penne nere iniziano ad apparire lungo le ali dei pulcini quando hanno una quindicina di giorni, ed essi sono completamente pronti per volare all'età di cinque settimane. Nella settimana che segue all'uscita dal nido, i giovani uccelli sono già in grado di cacciare i topi da soli. I giovani si disperdono su vaste aree, e possono colonizzare territori distanti 1000 km dal loro luogo di nascita.

## Distribuzione e habitat

Il nibbio bianco australiano è presente in tutta l'Australia.

Malgrado l'uccello venga segnalato in tutta l'Australia, vive soprattutto nelle regioni coltivate del sud-est e del sud-ovest del paese e nel sud-est del Queensland. È raro nelle regioni desertiche e solo qualche individuo erratico si spinge nel nord della Tasmania o nelle isole dello stretto di Torres e dello stretto di Bass. Sul territorio australiano, è da comune a raro a seconda della località, e si rinviene in tutte le zone toccate dalle precipitazioni o dalle inondazioni. Nel sud-ovest del continente, è attualmente uno dei rapaci più comuni nel Wheatbelt.
Il nibbio bianco australiano è sedentario o si sposta per seguire le risorse alimentari. La più grande distanza percorsa da un nibbio bianco australiano conosciuta attraverso cattura-marcatura-ricattura è quella riscontrata in un uccello spostatosi dall'Australia Meridionale all'est del Nuovo Galles del Sud, su una distanza di 1000 km. Il numero di esemplari fluttua nel corso di siccità e inondazioni, e può aumentare in modo significativo in caso di un improvviso aumento delle popolazioni di topi.
Vive talvolta nella foresta ma preferisce di gran lunga le praterie. Predilige gli spazi aperti con gruppi sparsi di alberi o i corsi d'acqua bordati da alberi che si snodano attraverso la campagna. Nelle zone urbane, vive nelle periferie delle città sui terreni incolti o sui campi falciati irregolarmente. Caccia anche sulle dune costiere, nelle paludi aride e sui terreni agricoli. Il nibbio bianco australiano viene anche spesso visto cacciare sulle banchine erbose delle strade.

## Tassonomia e sistematica
Il nibbio bianco australiano venne descritto nel 1801 dall'ornitologo britannico John Latham sotto il protonimo di Falco axillaris. La denominazione specifica di Elanus axillaris deriva dal termine latino axilla («ascella») e si deve alle «spalle» nere dell'uccello; non viene distinta alcuna sottospecie. Il genere Elanus al quale la specie appartiene venne creato dallo zoologo francese Jules-César Savigny nel 1809 e le quattro specie che lo compongono hanno piumaggio e dimensioni simili. Nel 1851 lo zoologo britannico Edward Blyth descrisse gli Elanini, una sottofamiglia degli Accipitridi che raggruppa i «nibbi dagli artigli lisci» (smooth-clawed kites in inglese). Questi uccelli vengono tuttavia talvolta posti semplicemente tra gli Accipitrini, sottofamiglia più grande descritta dall'ornitologo francese Louis Pierre Vieillot nel 1816. Secondo una proposta tassonomica basata sulle analisi del DNA i nibbi del genere Elanus andrebbero separati come una famiglia distinta (quella degli Elanidi); uno studio del 2004 sulle sequenze del DNA del citocromo b mostra che questi uccelli si sono separati dagli altri Accipitridi prima dei falchi pescatori (Pandion sp.), che appartengono a una famiglia a sé stante.

## Conservazione
L'occupazione europea dell'Australia ha, nel complesso, beneficiato questo nibbio; il dissodamento e l'irrigazione per l'agricoltura, la raccolta e lo stoccaggio dei cereali hanno offerto delle condizioni propizie per popolazioni molto più grandi di topi. Secondo il ricercatore Stephen Debus, specialista di rapaci, questa specie non ha sofferto di assottigliamento del guscio durante il periodo di utilizzo del DDT in Australia, ma è possibile che un avvelenamento secondario possa essere causato dai rodenticidi utilizzati durante le proliferazioni di topi o dai pesticidi utilizzati durante le invasioni di cavallette. Le popolazioni di nibbio bianco australiano che vivono nelle zone a forte densità di ovini e conigli potrebbero essere in riduzione, dal momento che questi animali compattano il suolo, riducendo così l'habitat disponibile per i topi.
Il nibbio bianco australiano possiede un vasto areale, di quasi 7.650.000 km², e una popolazione in aumento di oltre 100.000 esemplari; per questi motivi, la specie è considerata a «rischio minimo» dall'Unione internazionale per la conservazione della natura.